# Rediu (Galaţi)
Rediu é uma comuna romena localizada no distrito de Galaţi, na região de Moldávia. A comuna possui uma área de  km² e sua população era de 3808 habitantes segundo o censo de 2007.